# CS Șoimii Pâncota
CS Șoimii Pâncota a fost un club de fotbal din Pâncota, județul Arad, fondat în anul 1938 și desființat în 2016. Echipa a evoluat în Liga a II-a pe Stadionul Otto Greffner din Șiria.

## Istorie
Prima atestare documentară datează din 1923, pe acea vreme clubul numindu-se Spartak Pâncota. Echipa juca pe un teren amenajat pe locul actualei piețe și culorile erau alb-verde. Echipa a jucat în Liga de Vest, împreună cu echipe similare din Șiria, Lipova, Salonta, Arad, etc. Membri reprezentativi ai lotului de la acea vreme erau: Beszeny, Văgălău, Cornel Vuia, Schmidth, Chebeleu, Hipp, Pohaner, Badovics, Ardelean.
În 1938, la inițiativa jucătorilor Vuia, Stark, Hipp, Chebeleu, Coroban, Filo și Păcurar, clubul și-a schimbat denumirea din Spartak Pâncota în Șoimii Pâncota. După cel de-al Doilea Război Mondial, echipa a jucat pe actualul stadion, ce poartă numele clubului.
Anul sportiv 1967-68, a fost pentru CS Șoimii Pâncota, anul câștigării campionatului raional pentru prima dată în istoria sa.
În anul 1982, formația de copii: Boroș, Cașcostan, Căciulă, Lăcătuș, Lazea, Goșa, Pancan, Covaci I, Covaci II, Olari, avându-l ca antrenor pe Simon Buda, a devenit campioana județeană. Aceași performanță fiind repetată și în anul 1998.
Din anul 1996, clubul a devenit o societate non-profit și membră a AJF Arad.

## Palmares
Liga a III-a
- Câștigătoare: (1) 2013-2014

Liga a IV-a Arad
- Câștigătoare: (4) 1991–92, 1997–98, 2006–07, 2011–12
- Locul 2: (1) 2009–10

## Legături externe
- Șoimii Pâncota Arhivat în 2 octombrie 2013, la Wayback Machine. pe Soccerway
- Șoimii Pâncota pe Transfermarkt.co.uk
- Șoimii Pâncota pe site-ul FRF